# Eine drollige Gesellschaft
Eine drollige Gesellschaft – serial animowany produkcji niemieckiej powstały w roku 1959. Serial jest pierwszą częścią serii Die Muminfamilie i opowiada o przygodach rodziny w czasie niezwykłej wiosny... 

## Tytuły odcinków
1. Der geheimnisvolle Fund
2. Die Verwandlung
3. Der Urwald
4. Der Ausflug
5. Die Gäste
6. Das große Fest